# Teatro de Rojas
El Teatro de Rojas es un teatro de la ciudad española de Toledo, inaugurado en 1879 sobre el antiguo corral de comedias llamado Mesón de la Fruta y en su construcción participaron varios arquitectos. Se denomina así en honor del dramaturgo toledano Francisco de Rojas Zorrilla.

## Construcción
El autor del primer proyecto de edificación del teatro fue el arquitecto municipal Luis Antonio Fenech, quien presentó en el ayuntamiento los dibujos y la memoria correspondientes en 1866, año en que comienza a desmantelarse el coliseo que sucedió al anterior corral de comedias, el Mesón de la Fruta. Al poco tiempo, debido al fallecimiento de Fenech, fue nombrado arquitecto municipal Ramiro Amador de los Ríos, hijo de José Amador de los Ríos, que debió de hacerse cargo inmediatamente del derribo definitivo del anterior teatro.
Partiendo de la planta ya fijada por Fenech y sobre la idea de mostrar a la plaza la fachada principal y dejar para el eje largo del solar el desarrollo de la sala y el escenario, Amador de los Ríos introdujo algunas novedades. Multiplicó las escaleras, mejoró el trazado de la sala, dándole una herradura más abierta, graduó el vuelo y la disposición de los distintos pisos y favoreció la ventilación a través del techo de la sala. 
A Ramiro Amador de los Ríos le sucedieron, en pocos años, tres arquitectos más, si bien éstos no modificaron el proyecto en curso.
El teatro se inauguró el 19 de octubre de 1879, con la representación de la obra de Francisco de Rojas Zorrilla, el drama de honor Del Rey abajo ninguno.

## Interior
En las pinturas del techo aparecen Talía, la musa del teatro, y una serie de medallones en los que vemos a grandes autores del teatro español, como Tirso de Molina, Calderón de la Barca o Francisco de Rojas, que da nombre al teatro. 
Los antepechos de los palcos, las finas columnillas de hierro, la embocadura del escenario con los palcos del proscenio y, finalmente, el espectacular telón de boca, hacen de esta sala una pieza importante dentro del particular panorama del teatro municipal español del siglo XIX.